# Montmagny (Canada)
Montmagny è un comune del Canada, situato nella provincia del Québec, nella regione di Chaudière-Appalaches.